# Axel de Vries
Axel de Vries (* 4. Junijul. / 16. Juni 1892greg. in Wredensitz, Gouvernement Estland, Russisches Kaiserreich; † 24. Januar 1963 in Bonn) war ein deutscher Politiker und Journalist. De Vries war als Vertreter der deutschsprachigen Minderheit von 1924 bis 1926 Mitglied des estnischen Parlaments. Im Zweiten Weltkrieg gehörte er der deutschen Militärverwaltung im besetzten Weißrussland an. Nach Kriegsende war er kurzzeitig Bundestagsabgeordneter der FDP und Sprecher der Deutsch-Baltischen Landsmannschaft.

## Leben
Der Sohn eines Landwirtes besuchte nach häuslichem Unterricht das russische Nikolai-Gymnasium und ab 1906 die Ritter- und Domschule zu Reval, wo er 1910 das Abitur ablegte. Anschließend nahm er ein Medizinstudium an der Kaiserlichen Universität Dorpat auf, wechselte jedoch 1912 zu Jura. De Vries blieb bis 1918 an der Universität eingeschrieben; zugleich arbeitete er als Journalist; so im Sommer 1914 für die Nordlivländische Zeitung in Dorpat. Im Dezember 1918 heiratete er Else Zoege von Manteuffel; aus der Ehe ging eine Tochter hervor.

### Politiker in Estland
Während des Ersten Weltkrieges ging de Vries im Herbst 1917 über Finnland und Schweden nach Deutschland, um als Kriegsfreiwilliger ins deutsche Heer einzutreten. Angesichts seiner Kenntnis der Situation im Baltikum entschied der deutsche Generalstab, ihn nach Tallinn zurückzuschicken. Seine dortige Aufgabe wird unterschiedlich als Militärspion und als Verbindungsmann zu estnischen und deutsch-baltischen Kreisen beschrieben. Zu seinen Aufgaben gehörte es unter anderem, eine estnische Delegation für die Verhandlungen zum Friedensvertrag von Brest-Litowsk zusammenzustellen. Auf dem Weg zu den Verhandlungen wurde de Vries von bolschewistischen Truppen gefangen genommen und im Februar und März 1918 in Petrograd festgehalten. In seinem Besitz befanden sich Geheimdokumente, die mit zum scharfen Vorgehen der Bolschewisten gegen den überwiegend deutschsprachigen baltischen Adel beitrugen. Von 1918 bis 1920 war de Vries Nachrichtenoffizier in einem Regiment eines deutschen Freikorps, das im Baltikum kämpfte. Anschließend war er 1920 bis 1921 als Leiter der Saatzuchtstation Kedder / Kreis Jerwen des Estländischen Landwirtschaftlichen Vereins tätig. Sein Familiengut wurde nach Kriegsende im Zuge einer Agrarreform enteignet.
Von 1921 bis 1940 war de Vries Chefredakteur der deutschsprachigen „Revalschen Zeitung“, die anfänglich unter dem Namen „Revaler Bote“ erschien. 1925 veröffentlichte er Die Sowjetunion nach dem Tode Lenins, in der er seine Erkenntnisse einer Studienreise durch die Sowjetunion zusammenfasste. Zugleich begann die Revalsche Zeitung mit der Herausgabe einer wöchentlichen Russlandbeilage, die als zuverlässige Quelle für innerrussische Vorgänge galt.
Politisch engagierte sich de Vries in der Deutschen Baltischen Partei (DbPE), die sich als Vertreterin der 1922 einen Anteil von 1,7 % an der Gesamtbevölkerung Estlands stellenden deutschsprachigen Minderheit verstand. Innerhalb der Partei wird de Vries der „Gruppe der alteingesessenen Intelligenz“ zugerechnet; andere Parteigruppierungen waren der grundbesitzende Adel, Großindustrie und Handel sowie eine als demokratisch bezeichnete Strömung. Von 1921 bis 1923 war de Vries Fraktionsvorsitzender seiner Partei in der Tallinner Stadtverordnetenversammlung. Von 1924 bis 1926 war er Abgeordneter des estnischen Parlaments. Dort war er Mitglied des Verteidigungsausschusses. 1925 übernahm er den Vorsitz der Deutschen Baltischen Partei, den er bis 1933 innehatte.
Nach dem Staatsstreich vom 12. März 1934 wurde er aus politischen Gründen kurzzeitig inhaftiert. Die DbPE wurde verboten. In der offiziellen Vertretung der deutschen Minderheit, der deutschen Kulturverwaltung, spielte er keine Rolle und wurde von der Volksgruppenführung um Wilhelm von Wrangell abgelehnt. Grund war, wie aus einem internen NS-Bericht hervorging, dass ihm vorgeworfen wurde, pro-estnisch und dem liberal-demokratischen System verbunden zu sein.

### Zeit des Nationalsozialismus
1939 besetzte die Sowjetunion aufgrund des Geheimabkommens zum Hitler-Stalin-Pakt Estland. Die deutsche Volksgruppe, darunter de Vries, musste vorher das Baltikum verlassen. Ihm wurde ein Bauernhof im „Warthegau“, einem nach dem deutschen Überfall auf Polen in das Deutsche Reich eingegliederten Gebiet, zugewiesen. Ein Antrag auf eine weitere Landzuweisung wurde aufgrund der nationalsozialistischen Vorstellungen von Erbgesundheit (die Mutter der Ehefrau litt unter Schizophrenie) abgelehnt.
Später wurde er zur Wehrmacht eingezogen und war nach dem deutschen Angriff auf die Sowjetunion in der Militärverwaltung im besetzten Weißrussland tätig. Ab September 1941 gehörte er dem Wirtschaftskommando Bobruisk an und war Kreislandwirtschaftsführer in Gomel. Im Februar 1942 wechselte er zur Chefgruppe Landwirtschaft der Wirtschaftsinspektion Mitte unter Richard Wagner, wo er sich den Ruf eines „Vordenkers“ erwarb.
De Vries wurde Anfang der 1960er Jahre im Zuge von Ermittlungen zu NS-Verbrechen vernommen. Dabei gab er an, bei der Exekution von Juden durch weißrussische Polizeikräfte anwesend gewesen zu sein. Seiner Bitte, die Exekution nicht grausam durchzuführen, sei nicht entsprochen worden, so de Vries. De Vries’ Darstellung steht im Widerspruch zu von ihm verfassten „Vorschläge[n] zur Bekämpfung der Partisanengefahr“, die zwischen Dezember 1941 und März 1942 entstanden. In dem Text bezeichnete de Vries die Juden als die „Todfeinde von uns. Von einem Ausgleich mit ihnen kann keine Rede sein. Sie müssen vernichtet werden, da das P.[artisanen]-Unwesen sonst noch Jahre andauern kann.“ De Vries schlug dabei den Einsatz einheimischer oder baltischer Polizeiformationen vor, die von der Aussicht auf Beute und antisemitisch motiviert seien: „Es bedarf nach meiner Erfahrung im Regelfall keines Befehles, sondern nur eines Gewährenlassens.“ Zudem trat er dafür ein, auch alle ehemaligen Mitglieder und Kandidaten der KPdSU und „die kommunistische Dorfintelligenz, z. B. Lehrerinnen usw.“ zu töten. De Vries’ Vorschläge wurden von seinem Vorgesetzten Wagner an den Befehlshaber des rückwärtigen Heeresgebietes Mitte, General Max von Schenckendorff, weitergegeben. Nach einem Vortrag de Vries’ bei Schenckendorff wurde eine entsprechende Dienstanweisung erlassen.
Ab Januar 1944 betreute de Vries drei Regimenter Kosaken und Kaukasier, die im Gebiet von Nowogrodek als Wehrbauern angesiedelt wurden und die deutsche Seite in der Partisanenbekämpfung in Weißrussland unterstützen sollten. Nach der Rückeroberung Weißrusslands durch die Rote Armee kehrte de Vries 1944 auf seinen Hof im Warthegau zurück, von wo er im Januar 1945 vor der herannahenden Roten Armee nach Ohr flüchtete.

### Bundestagsabgeordneter und Sprecher der Vertriebenen
Ab 1948 war de Vries Chefredakteur der in Stuttgart erscheinenden Zeitschrift „Dein Weg“. 1949 wechselte er – ebenfalls als Chefredakteur – zur „Ostdeutschen Zeitung, die Stimme der Vertriebenen“ in Hamburg. In der Bundesrepublik schloss sich de Vries der FDP an. Er gehörte seit dem 5. Januar 1953 dem Deutschen Bundestag als Nachrücker für seinen verstorbenen Stuttgarter Parteifreund Ernst Mayer an. Im zweiten Bundestag, im September 1953 gewählt, war de Vries nicht mehr vertreten.
Parallel zu seiner publizistischen und politischen Tätigkeit engagierte sich de Vries in Organisationen der Vertriebenen. 1948 war er Mitbegründer der Deutsch-Baltischen Landsmannschaft in Baden-Württemberg. Später wurde er Sprecher und stellvertretender Vorsitzender der Landsmannschaft, ehe er 1962 deren Vorsitz übernahm. De Vries gehört zu den Hauptautoren der Charta der deutschen Heimatvertriebenen vom 5. August 1950. Als Beobachter der Vertriebenen war er in den 1950er Jahren bei Außenminister- und Gipfelkonferenzen in Berlin, Genf und Paris anwesend. Im Gegensatz zur Mehrheit der Vertriebenen wollte de Vries gemeinsam mit seinem Fraktionskollegen Josef Trischler bei der Beratung des Bundesvertriebenengesetzes bereits die Vertreibung als Beweis für das notwendige Bekenntnis zum deutschen Volkstum in der alten Heimat ausreichen lassen, weil die im Gesetzestext genannten „objektiven Merkmale“ häufig nicht beweisbar seien.

## Schriften
- David Shub: Lenin. (Deutsch von Margret Zedtwitz und Axel de Vries). Limes Verlag, Wiesbaden 1957.